# Таємниця гірського підземелля
«Таємниця гірського підземелля» (рос. «Тайна горного подземелья») — радянський дитячий художній фільм, знятий режисером Львом Мирський у 1975 році за оповіданням Максуда Ібрагімбекова «За все добре — смерть».

## Сюжет
Вирішивши зробити невеликий перехід через гори, чотири школяра в пошуках притулку від сніжної бурі, що розігралася, через ущелину в скелі потрапляють в печеру. Там вони знаходять шафу з запасом свічок і непридатних до їжі рибних консервів, а також кісткові останки людей, одягнених в німецьку військову форму часів Другої світової війни, бронетранспортер і кілька ящиків з упаковками старих радянських рублів і доларів. Втомившись в дорозі, друзі влаштовуються на нічліг, проте вночі в горах відбувається обвал і вхід в печеру завалює камінням. Прокинувшись вранці, вони вирішують, що перед відходом треба оглянути всю печеру і виявляють вхід в бункер, переконуючись, що потрапили на секретний військовий об'єкт гітлерівців. Друзі вирішують, що після повернення додому про свою знахідку треба буде повідомити, але несподівано знаходять дещо ще — виходу з похмурої печери більше немає.

## У ролях
- Наталія Фатєєва —  мама Марата
- Михайло Волков —  тато Марата
- Павло Хльосткін —  Марат
- Олександр Донець —  Борис
- Володимир Рудко —  Алік
- Інна Палехова —  Кама

## Знімальна група
- Автор сценарію: Максуд Ібрагімбеков
- Режисер-постановник: Лев Мирський
- Оператор-постановник: Олександр Філатов, Валерій Базильов
- Художник:  Борис Комяков
- Звукооператор:  Микола Шарий